# Félix Salazar Jaramillo
Félix María Antonio Salazar Jaramillo (Manizales, 17 de junio de 1870-Bogotá, 8 de junio de 1950) fue un político colombiano. 
Fue gerente del Banco de la República y Ministro de estado, habiendo sido Ministro de Hacienda en la presidencia de Rafael Reyes y en la de Pedro Nel Ospina. Fue además Senador y Representante a la Cámara, llegando a ser Presidente del Senado.
Félix Salazar, descendiente de los fundadores de la ciudad de Manizales, era hijo del también banquero Félix María Salazar Gómez y provenía de una familia de empresarios.  Fue el más frecuente socio de negocios y gran amigo de Nemesio Camacho, con quien invirtió, por ejemplo, en empresas ferroviarias. Salazar fue además allegado del general Rafael Reyes, Presidente de Colombia.
Miembro del Partido Conservador Colombiano, participó en la Guerra de los Mil Días como capitán y ejerció como congresista en varias ocasiones. Entre 1905 y 1906 fue Ministro de Hacienda del Presidente Rafael Reyes, primero como encargado y luego como titular, y volvió a ocupar el cargo entre 1922 y 1923 bajo el mandato del general Pedro Nel Ospina. Colaboró de manera importante con el trabajo de la Misión Kemmerer que llegó durante el gobierno de Ospina; de hecho, ya había propuesto, junto con Esteban Jaramillo Gutiérrez y otros, la creación de un banco central con similares características al Banco de la República.
En dos ocasiones rechazó ser candidato a la presidencia de Colombia.
Entre 1924 y 1927 ejerció como Gerente del Banco de la República, tras lo cual se retiró de la vida pública para dedicarse a la ganadería y la agricultura, siendo propietario de grandes extensiones de tierra en Tolima y Cundinamarca. En el ámbito empresarial fue presidente del Comité Nacional de Cafeteros.
Su nieta fue María Cristina Salazar. Su bisnieta es la política estadounidense Julia Salazar. 